# José Marsà
José Martínez Marsà (Esplugas de Llobregat, 4 de marzo de 2002) es un futbolista español que juega como defensa en el K. V. Mechelen de la Primera División de Bélgica.

## Trayectoria
Canterano de La Masía, comenzó su carrera absoluta en el Fútbol Club Barcelona "B" en 2020. El 1 de julio de 2021 fichó por el club portugués Sporting de Lisboa, dirigiéndose inicialmente a sus filiales. Hizo su debut profesional con el Sporting en una victoria por 4-0 en la Primeira Liga sobre el Clube Desportivo Santa Clara el 14 de mayo de 2022, entrando como suplente en el 79'. En la siguiente campaña también tuvo minutos en la Copa de Portugal y la Liga de Campeones de la UEFA.
El 31 de enero de 2023 fue cedido al Real Sporting de Gijón hasta el final de la temporada. Esa misma semana se estrenó en un partido de la Segunda División ante el C. D. Leganés que terminó en derrota. En total jugó trece encuentros, otro de ellos ante el F. C. Andorra, equipo por el que firmó por tres temporadas el 3 de agosto a cambio de un 50% de un futuro traspaso. Sin embargo, tras el descenso a Primera Federación en la primera de ellas, en julio de 2024 fue vendido al K. V. Mechelen.

## Selección nacional
Fue internacional juvenil de España, habiendo representado a la sub-17 y sub-18. Representó a la selección española sub-17 en la Copa Mundial de Fútbol Sub-17 de 2019.